# Tapeinostemon spenneroides
Tapeinostemon spenneroides är en gentianaväxtart som beskrevs av George Bentham. Tapeinostemon spenneroides ingår i släktet Tapeinostemon och familjen gentianaväxter. Inga underarter finns listade i Catalogue of Life.